# Fiul stelelor
Fiul stelelor, menționat și Ultima misiune, este un film de animație ștințifico-fantastic românesc din 1988, regizat de Mircea Toia după un scenariu propriu construit pe baza unor episoade din serialul de animație Ultima misiune, care a fost realizat în perioada 1984–1987. Scenariul acestui film se inspiră din romanul Cartea junglei (1894) al lui Rudyard Kipling, în care un băiețel se pierde de părinții săi și este crescut în junglă de animalele sălbatice. Filmul combină elemente științifico-fantastice cu elemente extrase din basme, fiind realizat cu un colectiv mic și cu buget redus.
Acțiunea filmului are loc într-un viitor îndepărtat (în jurul anului 6470) și urmărește aventurile unui băiețel, născut pe o navă spațială, care este separat de părinții săi pe drumul de întoarcere către Pământ. Nava Argos eșuează pe o planetă apropiată, numită Doreea, iar micul Dan este crescut și educat acolo de supercomputerul BOB și de o comunitate de ființe raționale („simbiotici”) cu comunicare telepatică. După ce devine adult, Dan află că toate navele ce treceau prin apropierea unei zone cosmice periculoase erau atrase către anumite planete, unde deveneau prizoniere, și încearcă să-i elibereze pe exploratorii spațiali captivi de sub stăpânirea lui Van Kleef, care se dovedește a fi o ființă cosmică aflată pe o treaptă superioară de evoluție.
Filmul de lungmetraj Fiul stelelor, care a fost considerat de unii specialiști ca o continuare a Misiunii spațiale Delta, a avut mare succes în rândul publicului tânăr din România, la fel ca și serialul științific-fantastic Ultima misiune. Cronicile criticilor contemporani autohtoni au fost elogioase și au scos în evidență imaginația tehnico-științifică a creatorilor, acțiunea spectaculoasă și în mod deosebit mesajul pacifist al filmului. Filmul a fost redescoperit și a devenit cunoscut în străinătate după restaurarea digitală din anul 2023, iar criticii străini au scris cronici chiar mai elogioase, în care au remarcat influența foarte puternică a universului ficțional din franciza Războiul stelelor și aspectul „suprarealist și psihedelic”, au comparat lungmetrajul românesc cu creații occidentale de vârf ale epocii și l-au asemănat pe exploratorul spațial Dan cu cavalerul Jedi Luke Skywalker.

## Rezumat
Exploratorii spațiali Alex și Roxana, soț și soție, se îndreaptă cu nava Argos în anul 6476 către locul lor de origine, planeta Pământ, după o misiune de cercetare prin diferite locuri ale galaxiei. În cursul celor opt ani petrecuți în Cosmos s-a născut fiul lor, Dan, care a copilărit printre sutele de aparate de pe nava Argos și a dobândit cunoștințe de la supercomputerul BOB. Drumul navei a decurs normal până în apropierea Barierei Van Kleef, unde, printre zeci de stele cu planetele lor, se manifestă furtuni gravitaționale puternice care au făcut să dispară numeroase nave cosmice. Într-o noapte sunt declanșate semnalele de avertizare, iar exploratorii pierd pentru un timp controlul asupra comenzilor navei și legătura cu supercomputerul BOB. Atunci când recuperează controlul asupra navei, recepționează un mesaj SOS straniu de la femeia astronaut Andra O'Neill, pilotul navei Cronos 2, care îi anunță că a eșuat pe o planetă necunoscută aflată dincolo de Bariera Van Kleef. Computerul BOB îi informează că Andra O'Neill se născuse în anul 5620 și efectuase douăsprezece zboruri intergalactice, înainte de a dispărea cu câteva sute de ani mai înainte. Alex inițiază o misiune de salvare a astronautei dispărute și îndreaptă nava către locul de unde provenea unda mesajului, dar motorul de direcție este avariat de meteoriți. Cei doi exploratori ies în spațiu pentru a repara motorul de direcție, dar, după efectuarea reparației, pierd controlul asupra navetei de intervenții și sunt duși în derivă prin Cosmos, fiind separați astfel de fiul lor.
Supercomputerul BOB dirijează nava către Doreea, cea mai apropiată planetă locuibilă, și aplanetizează în jungla deasă de acolo. Dan coboară în exteriorul navei pentru a explora noua planetă și este atacat de un animal sălbatic, dar este salvat de un grup de extratereștri care comunicau prin telepatie. În cursul următorilor 12 ani băiețelul crește și este educat de extratereștri, fiind învățat să comunice telepatic și să folosească puterile telechinetice. Odată ce educația micului pământean este încheiată, Sfatul Bătrânilor îl supune unor probe în Peștera Legilor și îi acordă semnul vânătorului. Cu prilejul unei vânători prin jungla planetei Doreea, Dan găsește epava navei Argos și află de la supercomputerul BOB că el provine din spațiul cosmic. Aflând acestea, începe să fie mistuit de dorința de a afla originea sa și de a-și regăsi părinții. Extratereștrii doreeni îi spun atunci că ei sunt exploratori spațiali de pe planeta Kama, care au naufragiat aici acum câteva milenii, că Peștera Legilor este, de fapt, nava lor și că au rămas prizonieri pe Doreea după ce au epuizat tot combustibilul navei încercând inutil să evadeze, deoarece forța uriașă care se manifestă în Bariera Van Kleef (o curbură a spațiului sau o distorsiune a timpului) îi împiedică. În cursul următoarelor zile, Dan își reamintește limba pământenilor și învață de la BOB tot ce ar trebui să știe un explorator spațial, iar doreenii se cufundă în starea de anabioză pentru a-și prelungi viața. Tânărul explorator își propune să-i ajute pe prietenii săi doreeni să se elibereze și apoi să-și regăsească părinții. Dan construiește, cu ajutorul lui BOB, o navă spațială biotronică denumită „Olandezul zburător” și pornește către a patra planetă a stelei învecinate ca să aducă ajutoare pentru doreeni. Acolo el găsește un pustiu industrial și o navă cosmică păzită de un cavaler și, după o luptă cu acesta, află că întreaga planetă e de fapt o navă și că oponentul său este ultimul cosmonaut din echipaj, care a căzut în capcana centurii de radiații. Cavalerul îi mărturisește că Bariera Van Kleef se comportă ca o ființă rațională și îi dăruiește cronomobilul său (un dispozitiv de călătorit în timp), îndemnându-l să călătorească în centrul centurii, unde se află un înțelept care-l poate ajuta. Nava lui Dan se îndreaptă în acea direcție, iar tânărul pilot îl înfruntă pe atotputernicul Van Kleef și încearcă, împreună cu toți exploratorii intergalactici făcuți prizonieri, să se elibereze de sub stăpânirea lui.
Înfrânt în bătălia cu Van Kleef, Dan se rostogolește prin spațiu și cade într-o crevasă a unei planete stâncoase pline de grote (ce reprezintă canale de comunicare către alte lumi) și cu o materie în continuă transformare. Pe solul acestei planete stranii îl întâlnește pe extrateretrul mutant Nodul, înțeleptul menționat de cavaler, și află de la acesta că Van Kleef este o entitate necunoscută care apăruse cu mai multe cicluri istorice în urmă și ajunsese să domine câteva zeci de stele cu planetele lor, pe care le transformase în capcane spațio-temporale pentru astronauți. Nodul îl învață pe Dan să controleze puterile cronomobilului și semnului vânătorului și să-și schimbe forma materială și îl sfătuiește să călătorească în trecut și să lupte din nou cu Van Kleef pentru a-i putea salva pe prizonieri înainte de a fi uciși. Momentul luptei decisive se apropie, iar cu puțin timp înainte Nodul îi dăruiește pilotului pământean o capcană energetică prin care-l poate prinde pe Van Kleef. Dan îl provoacă din nou la luptă pe Van Kleef și reușește să-l învingă, prinzându-l în capcana energetică. În urma înfrângerii lui Van Kleef, toți exploratorii intergalactici făcuți prizonieri sunt eliberați și reușesc să treacă dincolo de centura de radiații.
Tânărul pilot își regăsește părinții pe mica planetă Piesara și după aceea pornește pe urmele mesajului SOS și descoperă locul unde eșuase nava Cronos 2, dar nu reușește să dea acolo de urma Andrei O'Neill. În fața lui apare în acest moment Nodul, care-l provoacă să-l urmărească și să-l distrugă pe Van Kleef, dar Dan îi răspunde că soluția conflictelor nu este războiul, deoarece poate primejdui viața semenilor săi. Răspunsul lui Dan îl determină atunci pe Nod să îl anunțe că toate încercările la care a fost supus au fost doar un test, pe care el a reușit să-l treacă datorită faptului că nu s-a gândit nicio clipă să folosească puterile pe care le-a dobândit pentru a stăpâni lumile pe unde a călătorit. Nodul se dezvăluie a fi o proiecție a lui Van Kleef, o ființă extraterestră aflată pe o treaptă superioară de evoluție și mesager al unor lumi îndepărtate care încercau de câteva milenii să contacteze alte civilizații. Prin comportamentul său bun și generos, Dan a reușit să-i demonstreze că pământenii sunt capabili să colaboreze cu cele mai dezvoltate ființe extragalactice. La întrebarea nerostită a lui Dan, Van Kleef îi răspunde că Andra O'Neill trăiește și că, alături de ea, își va putea desăvârși misiunea.

## Distribuție (voci)
- Mihai Cafrița — Dan („Cel fără nume”), fiul exploratorilor spațiali Alex și Roxana[6][7][21][30]
- Ion Caramitru — naratorul acțiunii[6][7][16][17][21][30]
- Virgil Ogășanu — Alex, tatăl lui Dan, explorator spațial, pilotul navei Argos[6][7][21][30]
- Mircea Albulescu — Van Kleef, entitatea extraterestră care stăpânește centura de radiații[6][7][17][21][30]
- Mirela Gorea — Roxana, mama lui Dan, exploratoare spațială (menționată Mirela Gorea-Chelaru)
- Ovidiu Schumacher — Nodul, extraterestrul mutant care-și poate schimba forma[6][7][30]
- Marcel Iureș — supercomputerul BOB de pe nava Argos[6][7][17][21][30]
- Alexandrina Halic — Bu, micul extraterestru doreean[6][7][17][21][30]
- Valeria Ogășanu — Dan în copilărie
- Mihai Niculescu — Cavalerul, extraterestrul de pe a patra planetă a stelei învecinate
- Constantin Diplan — Skyl, comandantul extratereștrilor doreeni[6][7][21][30]
- Ștefan Sileanu — Nô, extraterestrul doreean care are încredere în Dan[6][7][21][30]

## Producție

### Începuturi

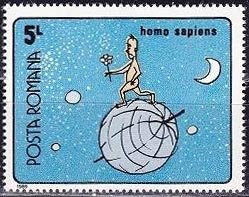
Omulețul lui Gopo ca explorator spațial în primele filme românești de animație

Primul film românesc de animație cu tematică științifico-fantastică este Păcală în lună, realizat în anul 1920 de desenatorul, operatorul, regizorul și criticul de film Aurel Petrescu (1897–1948), care este considerat, alături de Marin Iorda (1901–1972), drept unul din pionierii filmelor românești de animație. Petrescu își făcuse ucenicia ca ilustrator al benzilor desenate din revistele pentru copii și trecuse apoi în perioada interbelică la realizarea de animații cinematografice, lucrând în laboratoare improvizate și confruntându-se cu numeroase lipsuri materiale. Creațiile sale artistice se caracterizau prin înclinația către satiră și prin folosirea unor tehnici grafice foarte variate, iar marea majoritate a lor sunt pierdute. Păcală în lună, considerat astăzi un film pierdut, era mai degrabă, potrivit istoricului Bujor T. Râpeanu (redactor la Arhiva Națională de Filme), o „snoavă de factură populară”.
Cu toate acestea, adevăratul deschizător de drum în abordarea tematicii științifico-fantastice în filmele românești de animație este considerat însă cineastul Ion Popescu-Gopo (1923–1989), autorul unei cunoscute tetralogii (Scurtă istorie, 7 arte, Homo sapiens și Allo! Hallo!) și câștigătorul unui premiu Palme d'Or la Festivalul Internațional de Film de la Cannes. Omulețul lui Gopo, care și-a început cariera la mijlocul anilor 1950 și a devenit cunoscut pe tot mapamondul, a călătorit de mai multe ori în Cosmos în scurtmetrajele animate ale creatorului său, încercând să găsească locul potrivit unde să planteze o floare. Efectul principal al succeselor înregistrate de scurtmetrajele de animație ale lui Gopo și apoi de filmele altor creatori români la diferite festivaluri internaționale a fost înființarea Studioului „Animafilm” în anul 1964.

### Context
La sfârșitul anilor 1970 regizorul Victor Antonescu (n. 1936) a coordonat realizarea serialului de animație Aventuri submarine (1978–1980), după care, interesat de „poezia cosmosului”, a conceput un nou serial de animație pentru adolescenți, intitulat Misiunea spațială Delta (1980–1983). Creatorii filmelor de animație românești au fost contaminați în acei ani, potrivit criticului Dinu-Ioan Nicula, de „patima lucrului pe bandă rulantă”, producând un număr mare de episoade care au fost transformate ulterior în lungmetraje. Episoadele serialelor românești de animație erau, de fapt, filme de sine stătătoare, dar aveau personaje comune și urmăreau o linie principală a acțiunii. Transformarea serialelor de animație în lungmetraje era o practică obișnuită a studioului Animafilm în cursul anilor 1980 și urmărea distribuirea filmului în sălile de cinema pentru a obține încasări mai mari. Principala problemă a lungmetrajelor de acest tip a fost realizarea legăturilor între episoade pentru obținerea coeziunii și a continuității acțiunii, ceea ce aducea în dezbatere necesitatea construirii scenariului încă de la început și nu reconstrucția lui ulterioară prin intermediul unor artificii. În plan global, anii 1970 și începutul anilor 1980 au fost marcați de obsesia pentru aventurile științifico-fantastice, iar cinematografia mondială oscila între reflecția filozofică cu privire la viitor din 2001: O odisee spațială și explorarea spațială aventuroasă din Războiul stelelor. Spre deosebire de realizatorii filmelor de animație cu tentă SF ale acelor vremuri, care urmau modelul conflictelor spațiale din Războiul stelelor, echipa de realizatori ai serialului Misiunea spațială Delta a decis să confere aventurilor spațiale o bază științifică solidă, prezentând „fenomene fizice, curiozități astronomice sau inovații cibernetice”.
În mod similar serialelor de animație din anii 1980, succesul la public al serialului Misiunea spațială Delta a stat la baza ideii alcătuirii unui film de lung metraj omonim, cu aceeași temă și aceleași personaje, care a fost regizat de Mircea Toia (1937–2009) și Călin Cazan (n. 1952). Documentaristul și animatorul Mircea Toia avea o experiență artistică bogată, realizase mai demult un scurtmetraj de anticipație științifico-fantastică intitulat Pirații cosmosului (1971) și colaborase anterior, împreună cu Călin Cazan, la realizarea unor episoade ale serialului Misiunea spațială Delta. Cei doi cineaști dobândiseră astfel experiență și aveau o viziune plastică unitară cu privire la filmul de animație cu tematică științifico-fantastică, ce devenise între timp un gen cinematografic foarte popular în rândul publicului tânăr.
Scenariul filmului Misiunea spațială Delta pornea de la povestea din poemul „Luceafărul” (1883) al lui Mihai Eminescu, în care Luceafărul se îndrăgostește de o fată de pe Pământ. Pornind de la acest subiect, cei doi scenariști au imaginat astfel o poveste în care creierul electronic al unei stații spațiale se îndrăgostește de o ziaristă extraterestră (cu pielea verde și părul roșu). Acțiunea filmului se petrece într-un viitor îndepărtat (anul 3084), când pământenii au construit o stație cosmică cu care să efectueze o călătorie intergalactică în căutarea unor alte civilizații. Potrivit unui interviu acordat ziaristei Rodica Lipatti în octombrie 1984 de scriitorul George Anania, director adjunct al studioului Animafilm, regizorii Toia și Cazan au preluat unele secvențe din serialul de animație, pe care le-au remontat, au adăugat aproximativ 600 de metri de material nou (adică aproximativ 20 de minute de material) și au refăcut coloana sonoră. Lungmetrajul Misiunea spațială Delta a fost prezentat în premieră absolută în septembrie 1984 la Gala filmului românesc pentru copii de la Piatra Neamț, dar a avut premiera oficială abia la 1 decembrie 1985.

### SerialulUltima misiune

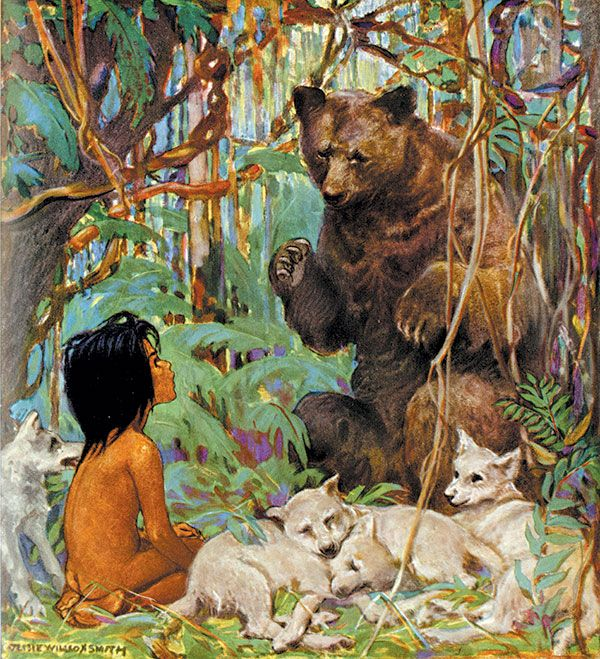
Mowgli, copilul crescut de animale în romanul Cartea Junglei, ilustrație realizată în 1923 de Jessie Willcox Smith

Scriitorul George Anania, director adjunct al studioului Animafilm, anunța în același interviu din octombrie 1984 că regizorii Mircea Toia și Călin Cazan, care finalizaseră recent lungmetrajul Misiunea spațială Delta, au început să lucreze la realizarea unui nou serial de animație intitulat Ultima misiune și alcătuit tot din multe episoade. Acel interviu publicat în revista Cinema era completat cu o fotogramă cinematografică din noul serial, în care apărea femeia astronaut Andra O'Neill. Publicul țintă al acestui serial erau copiii de vârstă școlară. Conducerea studioului Animafilm a prevăzut încă de la început reunirea ulterioară a episoadelor serialului Ultima misiune într-un nou lungmetraj.
Realizatorii serialului Ultima misiune au fost regizorii Mircea Toia, Călin Cazan și Dan-Sorin Chisovsky. Spre deosebire de Mircea Toia și Călin Cazan, care colaboraseră anterior la realizarea unor episoade ale serialului Misiunea spațială Delta și apoi la lungmetrajul omonim, Dan Chisovsky (n. 1960) era un debutant în meseria de regizor. Chisovsky își începuse activitatea artistică în anii 1980, lucrase anterior ca animator la Misiunea spațială Delta și a colaborat ulterior, alături de Florin Anghelescu, Tatiana Apahidean, George Sibianu, Liana Petruțiu, Virgil Mocanu, Călin Cazan, Mircea Toia și Adela Crăciunoiu, la realizarea serialului de popularizare a științei Vreau să știu.
Sursele principale de influență ale regizorilor români de filme de animație din acea vreme erau romanele clasice de aventuri Robinson Crusoe al lui Daniel Defoe, Moby Dick al lui Herman Melville și Cartea junglei al lui Rudyard Kipling, romanele cu Tarzan ale lui Edgar Rice Burroughs, basmele fraților Grimm, filmul american de aventuri Cartea junglei (1942) al fraților Zoltan și Alexander Korda, filmul american de animație Cartea junglei (1967) al companiei The Walt Disney Company și filmele științifico-fantastice americane Războiul stelelor (1977) și Imperiul contraatacă (1980), care au fost difuzate în România la un an după lansarea lor în SUA. Cineastul Călin Cazan a mărturisit ulterior că realizatorii serialului Ultima misiune s-au inspirat îndeosebi din romanul Cartea junglei și adaptările sale ulterioare, din romanele cu Tarzan (pentru viața în junglă) și din primele două filme ale francizei Războiul stelelor (pentru confruntarea cu Van Kleef).

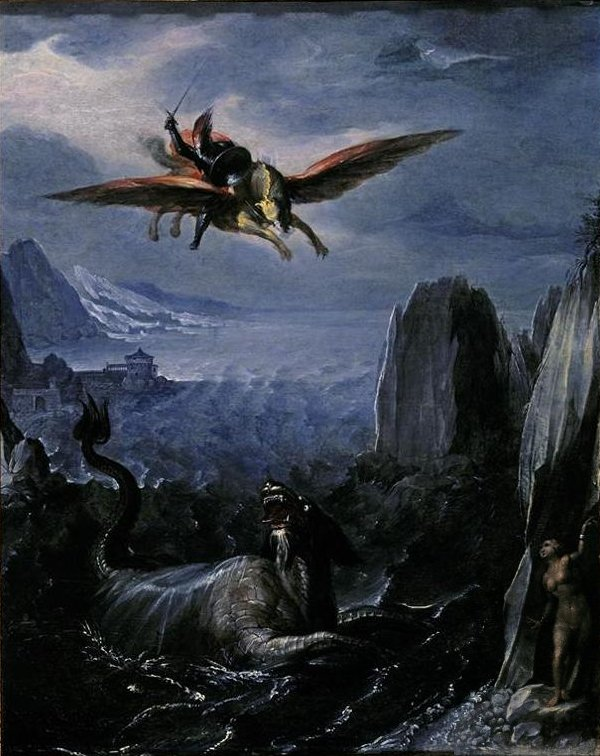
Un dragon zburător reprezentat în pictura Ruggiero salvând-o pe Angelica (sec. al XVI-lea) atribuită lui Girolamo da Carpi

Cei trei cineaști au introdus în scenariu un arsenal bogat de concepte științifice (continuumul spațiu-timp, mutațiile biologice ale materiei vii, introducerea metaeducației în scopul facilitării contactului interplanetar) și mijloace tehnice (nave cosmice, roboți, computere) pentru a pune în acord tematica științifico-fantastică a producției artistice românești cu cele mai recente descoperiri din perioada contemporană și cu ipoteza tot mai vehiculată a contactului cu ființe extraterestre. Experiența și imaginația bogată i-a făcut pe creatori să combine elementele tehnico-științifice ale vremurilor contemporane cu elemente extrase din basmele populare și să creeze, sub influența unor filme ca Războiul stelelor și Alien, o serie întreagă de creaturi fantasmagorice („dragoni spațiali, pterodactili, creaturi amorfe sub formă de bule”) și de obiecte magice precum amuletele.
Potrivit lui Călin Cazan, stilul grafic al animațiilor a fost inspirat parțial din creațiile artistice ale studioului american Hanna-Barbera, care se caracterizează prin personaje foarte expresive, cu o structură simplă și un aspect amuzant, ca eroii serialelor Familia Flintstone, Ursul Yogi, Tom și Jerry și Familia Jetson. Artiștii au folosit o animație relativ simplă, pe care au combinat-o cu tehnica rotoscopiei (animație manuală suprapusă peste filmări reale) în reprezentarea deplasării personajului uman. Muzica serialului a fost compusă de Ștefan Elefteriu, un pionier al stilului synthrock, care cunoscut deja în acea vreme pentru compozițiile sale la pian și sintetizator. Cineaștii l-au contactat prin intermediul membrilor echipei de sunet, iar Elefteriu, care avea o minte receptivă la noutăți, a acceptat să lucreze fără a fi remunerat, „doar din curiozitate”. Acompaniamentul instrumental al serialului și, implicit, al lungmetrajului a fost descris ulterior de jurnalistul american Jeff Spry în revista Animation Magazine ca fiind o „compoziție muzicală psihedelică senzațională”.
Primele trei episoade ale serialului, intitulate „S.O.S.”, „După 12 rotații” și „Zona interzisă”, erau deja realizate în martie 1985 și fuseseră difuzate anterior de Televiziunea Română. Personajul principal a purtat inițial numele de Kenno, care a devenit Dan în lungmetrajul realizat ulterior. Într-o cronică publicată în numărul din martie 1985 al revistei Cinema, criticul Dana Duma evidenția calitatea înaltă a noului serial, afirmând următoarele: „primele episoade beneficiază de ingredientele de bază ale genului: suspans, recuzită tehnologică ingenioasă și momente de mare spectacol cinematografic. Decorurile, grafica, animația și efectele speciale sînt de o calitate ce poate concura cu bunele pelicule S.F. produse în Europa și mai ales în numeroasele studiouri dedicate exclusiv acestor producții din țara Soarelui Răsare. Dincolo de alura modernă și atracțioasă, noul serial se cuvine apreciat pentru acuitatea ideilor sale. În ciudatele «mașini zburătoare», eroul călătorește de fapt înspre Pămîntul prezentului și este frămîntat de problemele «la zi» ale planetei noastre.”. Activitatea de producție a continuat pe parcursul următorilor doi ani. Presa epocii consemna că serialul știintifico-fantastic Ultima misiune era în lucru în august 1985 și că urma să conțină în final un număr de treisprezece episoade. Un episod nou intitulat „Un vechi prieten” a apărut pe ecrane în noiembrie 1986. Cei trei cineaști au respectat planul inițial și au realizat toate cele treisprezece episoade programate. Potrivit relatărilor presei, realizarea serialului a fost încheiată în iunie 1987. Episoadele acestui serial au fost difuzate atât în România, cât și în unele țări din străinătate și s-au bucurat de un mare interes din partea publicului spectator.

### Lungmetrajul
Succesul la public al serialului științific-fantastic Ultima misiune i-a determinat pe conducătorii studioului „Animafilm” să-i propună cineastului Mircea Toia să combine episoadele acelor scurtmetraje într-un film de lung metraj. Scenariul filmului Fiul stelelor a fost scris de Mircea Toia, pe baza serialului Ultima misiune, și era inspirat de povestea din romanul Cartea junglei (1894) al lui Rudyard Kipling, în care un băiețel este crescut în junglă de animale. Fiind conceput ca un basm științifico-fantastic modern, filmul are o acțiune care nu respectă întru totul modul narativ tradițional: astfel, înfruntarea dintre bine și rău poate crea confuzii spectatorilor deoarece unele personaje se dedublează și chiar se „detriplează” ca urmare a aplicării diferite a legilor fizicii în spațiul intergalactic. Lungmetrajul de animație, care urma să fie, în intenția creatorilor săi, „o pledoarie pentru înțelegerea între toate ființele raționale”, a fost regizat tot de Mircea Toia.
Desenele serialului au fost realizate de Anca Darvaș, Luminița Ioachimescu, Anca Iorgulescu, Marcela Costrubiac, Luminița Toia, Ion Marinescu, Mihaela Dobocan, Simona Liritis, Monica Moldoveanu, Andrei Zlătescu, Anca Stan Sion și Răzvan Vrabie, iar animația de Adela Crăciunoiu, Adrian Gheorghe, Călin Cazan, Dan Chisovsky, Dinu Șerbescu, Karina Tincu și Mircea Toia. Secvențele au fost filmate de Roxana Mihalcea pe peliculă de 35 mm cu formatul 1.33:1, iar muzica filmului a fost compusă de Ștefan Elefteriu. Au mai colaborat la realizarea filmului Silvia Florescu (producție), Mircea Sorin Georgescu (decoruri), Manuela Hodor (montaj), Ștefan Sandu (filmări speciale), Erica Nemescu (sunet), Astrid Bojin (asistent de regie), Cornelia Pitică și Rodica Enescu (asistenți imagine), Remy Tabarcea (montaj negativ), Marian Curculescu (tehnolog imagine) și Tia Petrancu (etalonaj). Naratorul acțiunii este actorul Ion Caramitru, iar vocile personajelor animate sunt dublate de alți actori cunoscuți ca Mihai Cafrița, Virgil Ogășanu, Mircea Albulescu, Marcel Iureș, Ovidiu Schumacher, Ștefan Sileanu, Constantin Diplan și Alexandrina Halic.
Transformarea serialului într-un lungmetraj a presupus atât construirea unei viziuni de ansamblu asupra subiectului științifico-fantastic tratat în serial, cât și eliminarea pasajelor mai puțin relevante sau redundante. Realizarea filmului era aproape încheiată în martie 1988, conform unei știri publicate în numărul din 24 martie 1988 al ziarului Informația Bucureștiului, iar presa epocii menționa în iunie 1988 că filmul urma să fie difuzat cât de curând în cinematografe. Lucrul la filmul Fiul stelelor a fost finalizat în august 1988. Durata lungmetrajului este de 78 de minute sau, după alte surse, de 80 de minute.
Eforturile depuse de cineaștii Mircea Toia, Călin Cazan și Dan Chisovsky, care au lucrat în condiții grele la realizarea acestui film, au fost lăudate ulterior de specialiștii americani care s-au ocupat ulterior, după trecerea a 35 de ani, cu restaurarea digitală a lungmetrajului, iar Dennis Bartok, cofondatorul și șeful departamentului de achiziții și distribuție al companiei americane Deaf Crocodile, a susținut că „ingeniozitatea lor [a cineaștilor – n.n.], care au lucrat în spatele Cortinei de Fier la mijlocul anilor 1980 și au combinat elemente din SF-urile occidentale și din anime-urile japoneze cu muzica, mitologia și chiar politica est-europeană, a fost pur și simplu uimitoare”.

## Primire

### Lansare
Fiul stelelor a fost prezentat în premieră absolută la ediția a IV-a a Galei filmului românesc pentru copii de la Piatra Neamț, care a avut loc în perioada 2–9 octombrie 1988, și a fost lansat oficial în cinematografele din România pe 17 octombrie 1988, după care a avut loc o distribuție și difuzare în toată țara. Patru lungmetraje de animație au avut premiera în România în anul 1988, ceea ce a reprezentat un record absolut: Uimitoarele aventuri ale muschetarilor, Temerarii de la scara doi, Novăceștii și Fiul stelelor. Lungmetrajul lui Mircea Toia a fost difuzat în prima săptămână la cinematografele Scala, Feroviar, Gloria și Lumina din București și părea, la acea vreme, ca fiind „de pe altă planetă”.
Filmul a fost prezentat apoi la „Zilele filmului de anticipație tehnico-științifică”, care au fost organizate de Comitetul județean Argeș al U.T.C. și de revista Știință și tehnică în perioada 28–30 octombrie 1988 la Centrul de cultură și creație „Cîntarea României” pentru tineret din Pitești cu ocazia ediției a XVIII-a a Consfătuirii anuale a cenaclurilor de literatură și artă de anticipație tehnico-științifică, manifestare la care au participat reprezentanții a 31 de cenacluri din întreaga țară, plus oameni de știință și scriitori, și ulterior, „în afara concursului”, la ediția a XII-a a Galei filmului românesc pentru tineret de la Costinești, care a avut loc în august 1989 în amfiteatrul Teatrului de Vară, fiind reprogramat apoi (din cauza ploii), la cererea unei părți a publicului, într-o alta din zilele Galei. Aventurile tânărului explorator spațial s-au bucurat de mare succes în rândul publicului spectator din cinematografe, de la premiere sau din cadrul unor gale speciale și ecrane de vacanță. Astfel, Fiul stelelor a fost vizionat de 488.680 de spectatori în cinematografele din România, după cum atestă o situație a numărului de spectatori înregistrat de filmele românești de la data premierei și până la data de 31 decembrie 2014 alcătuită de Centrul Național al Cinematografiei.
Distribuția internațională a filmului a fost destul de limitată, dar, cu toate acestea, o versiune dublată în limba engleză și împărțită în două părți a fost lansată pe casetă VHS în Australia, sub titlul The Last Assignment.

### Restaurare
Compania americană de restaurare și distribuție Deaf Crocodile, fondată de artistul Craig Rogers și de producătorul Dennis Bartok în orașul Los Angeles din California, a lansat în anul 2023 o versiune restaurată 4K a filmului Fiul stelelor, pe baza unei scanări realizate de angajații Arhivei Naționale de Filme – Cinemateca Română după negativul original al peliculei cinematografice de 35 mm și după sonorul original. Restaurarea digitală a acestui film, care a avut loc cu sprijinul Arhivei Naționale de Filme – Cinemateca Română și al Centrului Național al Cinematografiei, a fost realizată sub supravegherea experților Craig Rogers, șeful departamentului de postproducție și restaurare al companiei americane, și Tyler Fagerstrom. În schimbul activității desfășurate, compania Deaf Crocodile a obținut dreptul de distribuție a filmului pe teritoriul Americii de Nord.
Această lansare a avut loc la mai mult de un an după restaurarea filmului românesc de animație Misiunea spațială Delta și după prezentarea trailerului pe 9 noiembrie 2022. Cu ocazia lansării trailerului, echipa de creație a companiei Deaf Crocodile a numit acest film „o altă bijuterie pierdută de mult timp a animației românești” și l-a descris drept „o combinație de la mijlocul anilor 1980 între Imperiul contraatacă, Alien și Tarzan al lui Edgar Rice Burroughs”, iar, în cursul lansării oficiale, Dennis Bartok, cofondatorul și șeful departamentului de achiziții și distribuție al companiei americane Deaf Crocodile, a afirmat că Fiul stelelor este „la fel de suprarealist și psihedelic” ca lungmetrajul anterior al cineaștilor Toia și Cazan și îl considera „o redescoperire majoră” pentru fanii filmelor de animație din anii 1980. În opinia lui Bartok, Fiul stelelor reprezintă „o fuziune cu adevărat uimitoare a diferitelor stiluri și tradiții narative în animație, de la mitologia est-europeană cu cavalerii spațiali medievali ce mânuiau săbii la anime-ul japonez de la începutul anilor ’80 și la narațiunile clasice despre copiii pierduți precum Tarzan și Cartea junglei”.
Versiunea restaurată pe Blu-ray a filmului Fiul stelelor, prezentată în limba română cu subtitrare în engleză, conține un interviu online luat de Dennis Bartok cineastului Călin Cazan (cu durata de 49:34 minute), un comentariu audio realizat de istoricul de film Samm Deighan și o broșură de 12 pagini care conține un eseu scris de artistul de benzi desenate și editorul Stephen R. Bissette (unul din creatorii antieroului Swamp Thing), filmografii și scurte notițe cu privire la restaurare. Comentariul audio al lui Samm Deighan prezintă contextul literar al acestui gen de povești științifico-fantastice și face o paralelă cu ciclul Dune al lui Frank Herbert, examinează circumstanțele politice în care a fost realizat filmul și analizează povestea, tematica și stilul artistic al Fiului stelelor, prin comparație cu alte ficțiuni fanteziste din anii 1980. Potrivit criticului Dana Duma, copia Blu-ray a acestui film este „însoțită de comentarii de specialitate elogioase, cum nu a avut parte nici la prima apariție”. Filmul a fost pus în vânzare pe Blue Ray în 28 martie 2023, într-o ediție limitată și o ediție standard, de către partenerul de distribuție video al companiei Deaf Crocodile, OCN / Vinegar Syndrome. Primele 2.000 de unități au avut o carcasă lucioasă cu inscripții în relief, care a fost proiectată de Scott Saslow.

### Opinii critice

#### Recenzii contemporane

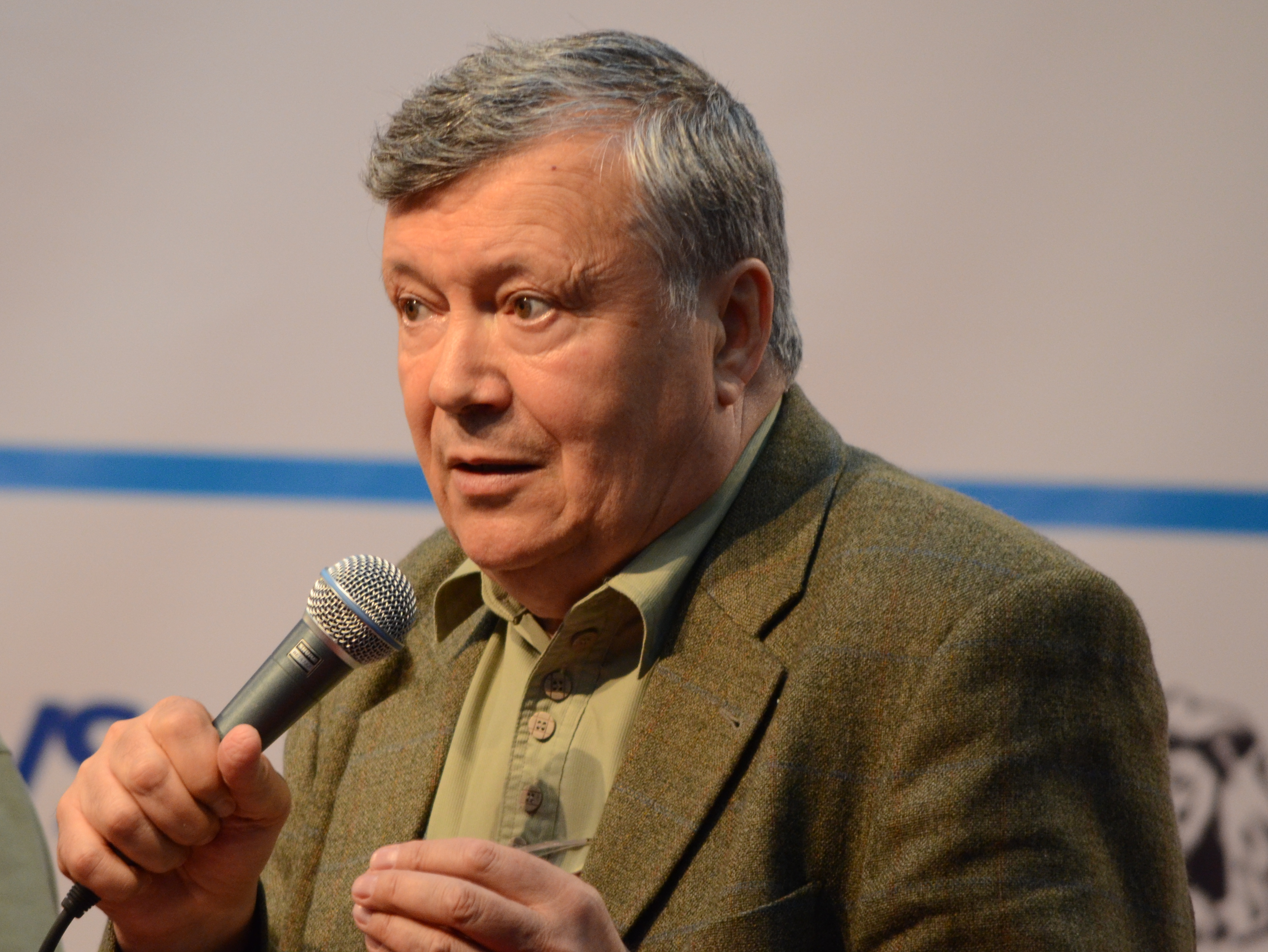
Scriitorul și jurnalistul Alexandru Mironov, autorul unei recenzii entuziaste

Cronicile criticilor contemporani au fost elogioase la adresa acestui film și au susținut opinia lui Mircea Toia că distincția film artistic – film de animație este nepotrivită, deoarece filmul de animație poate depăși nivelul unei creații de divertisment și se poate ridica la nivelul unui film artistic. Astfel, scriitorul și jurnalistul Alexandru Mironov, specialist în literatura științifico-fantastică, a scris o recenzie entuziastă în revista pentru copii Cutezătorii, în care descria Fiul stelelor drept „un film minunat, o creație a acestui prieten al copiilor care este scenaristul și regizorul Mircea Toia (autor, cu cîțiva ani în urmă, al mult gustatului serial Misiunea spațială Delta, alături de C. Cazan), o demonstrație de imaginație științifico-tehnică și, pînă la urmă, un film despre prietenie și pace” și îl considera „un cadou frumos [...] oferit tinerilor spectatori, la mijlocul toamnei, un cadou pentru care Studioul «Animafilm» merită aplauzele lor si felicitările părinților”. Acest film a fost descris, de asemenea, de jurnalista Carmen Maier în ziarul Scînteia tineretului drept „un science-fiction de animație de lung-metraj cu profunde valențe educative, în care violența și pesimismul din lumile intergalactice sînt înlocuite cu ideea unei ființe umane care, deși ruptă de planeta Pămînt, rămîne totuși forța benefică a Universului”.
O opinie în mare parte favorabilă a avut-o istoricul de film Călin Căliman, care, într-o cronică publicată în ziarul Contemporanul, scria că lungmetrajul lui Mircea Toia „este dinamic, antrenant, ingenios animat [...], nostim desenat, atent filmat [...] și bine montat”, că decorurile „au «culoare» de S.F., ca și muzica lui Ștefan Elefteriu” și că mesajul filmului „este de o perfectă actualitate pentru lumea contemporană și concentrează aspirația arzătoare a Terrei: Pacea”, dar detecta totuși existența unui „«bombardament informațional» insuficient selectat, și administrat fără răgazuri suficiente de sedimentare” și a unor „«pasaje de legătură» [...] mai puțin elocvente”. În ciuda acestor cusururi, istoricul sus-menționat considera că Fiul stelelor este un basm științifico-fantastic „spectaculos și imaginativ”, construit într-un spirit modern adaptat vremurilor contemporane și foarte atrăgător pentru publicul său țintă. Într-un alt articol, publicat câteva luni mai târziu în același ziar, Căliman consemna laconic că Fiul stelelor este un film științifico-fantastic „debordant”. Recenzia lui Călin Stănculescu, publicată în revista Luceafărul, evidențiază accentul pus de creatori pe omul rațional („capabil să învingă fără arme aparente adversități înscrise în convențiile genului”) în dauna supereroilor din benzile desenate și filmele artistice și pe folosirea conflictelor dramatice la scară cosmică doar ca un test menit să demonstreze că aspirația comună a întregii umanități trebuie să fie „înțelegerea pașnică” cu toate ființele extraterestre cu care intră în contact. Stănculescu conchide în finalul cronicii sale că „fără a fi întrutotul originală, reminiscențe din clasici și moderni ai genului, fie din sfera SF-ului literar sau cinematografic, fiind ușor decelabile, povestea fiului stelelor și a suitei de personaje care-l înconjoară rămîne o propunere generoasă a prezentului, o metaforă generoasă a speranței transcrisă în limbajul și cu mijloacele unui gen de maximă audiență la publicul tînăr”.
Cu toate acestea, recenzia criticului literar Tania Radu, apărută în revista Flacăra, scoate în evidență pe lângă reușitele artistice ale filmului și unele greșeli. Criticul sus-menționat și-a început recenzia cu constatarea că „exercițiul de imaginație al autorilor filmului de animație Fiul stelelor [...] are meritul de a se păstra la jumătate de drum între «morga» scientistă a literaturii de gen și umorul pămîntean” și a susținut apoi că „filmul este bine desenat și frumos rostit”, grație interpretărilor unor actori valoroși. În ciuda strădaniilor, rezerva de imaginație grafică a creatorilor s-a epuizat către sfârșit și s-a reflectat prin „alunecări către soluții de minimă rezistență” precum imaginarea luptei locuitorilor unei planete cu forme de relief în stil cubist cu arme medievale, ceea ce creează impresia că artiștii și regizorul au făcut eforturi grele pentru a se încadra în durata previzionată a filmului. Aceste lipsuri nu afectează însă în mare măsură rezultatul final, iar concluzia Taniei Radu este că „Fiul stelelor e o poveste modernă, interesantă și bună conducătoare de imaginație”. În ciuda noutății acestei tematici în filmul de animație românesc, criticul Dinu-Ioan Nicula a susținut ulterior în lucrarea Călătorie în lumea animației românești (1997) că, prin lungmetrajele Misiunea spațială Delta și Fiul stelelor și prin serialul Ultima misiune, cineastul Mircea Toia „a doborât toate recordurile convenționalismului în desenul animat românesc” ca urmare a contaminării sale de „patima lucrului pe bandă rulantă (provenită, probabil, din recursul direct la inspirarea din benzi desenate și transferată în domeniul SF)”.

#### Recenzii ulterioare

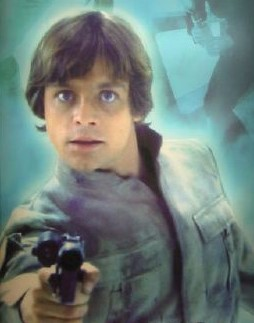
Cavalerul Jedi Luke Skywalker din filmul Războiul stelelor (1977)

Fiul stelelor a fost redescoperit și a devenit cunoscut în străinătate în urma restaurării digitale din anul 2023, fiind descris în unele recenzii drept „un amestec interesant de ficțiune științifico-fantastică «hard» și fantezie suprarealistă”. Influența puternică a universului ficțional din franciza Războiul stelelor asupra acestui film românesc de animație a fost observată de mai mulți critici străini, care au evidențiat însă că, în ciuda unor asemănări ale lui Dan cu cavalerul Jedi Luke Skywalker (în interpretarea lui Mark Hamill), nu e vorba de o pastișă după creația lui George Lucas, ci de o sinteză originală, „psihedelică și incredibil de distractivă” a acestor elemente. Cronicile altor autori au identificat și alte posibile influențe: supercomputerul BOB, cu aspectul unui creier uriaș protejat de un bloc de sticlă, a fost comparat cu Mother Brain din franciza de jocuri video Metroid a companiei japoneze Nintendo, iar creaturile extraterestre de pe planeta Doreea au fost asemănate cu „versiuni plutitoare fără picioare ale lui Shmoo” din benzile desenate L’il Abner create de Al Capp sau chiar cu Casper, fantoma prietenoasă.
Criticii străini au remarcat, de asemenea, folosirea animației tradiționale într-un mod similar cu abordarea benzilor desenate în anime-uri și crearea mișcării în mai multe situații cu imagini statice doar prin zoomul camerei sau prin efecte vizuale minore și în situația deplasării personajului uman prin tehnica rotoscopiei (animație manuală suprapusă peste filmări reale), muzica electronică a lui Ștefan Elefteriu, interpretată la sintetizator și cu sunete futuriste, și estetica generală un pic învechită, asemănătoare cu cea a filmului Planeta sălbatică (1973) al lui René Laloux și a unor filme ale studioului Hanna-Barbera.
După lansarea versiunii remasterizate a filmului în Statele Unite ale Americii, criticul american Felix Vasquez Jr. a scris o cronică entuziastă pe site-ul Cinema Crazed, în care a descris Fiul stelelor ca „o combinație sălbatică de la mijlocul anilor 1980 între Imperiul contraatacă, Alien și Tarzan”, care se distinge ca „un produs animat fascinant, adesea distractiv, într-un deceniu în care Războiul stelelor a influențat o mulțime de scenariști și artiști vizuali”. Influența filmului lui George Lucas se observă, de altfel, peste tot, susține criticul, care completează că „«Fiul stelelor» arată ca o variantă a «Războiului stelelor» realizată de Alejandro Jodorowsky. Acest lucru se datorează în principal faptului că filmul nu se mulțumește să relateze o poveste liniară, ci explorează concepte variate ale călătoriei în timp, și sare peste perioade temporale”. Prin comparația cu creațiile avangardiste ale lui Jodorowsky și prin referința ulterioară la revista Heavy Metal, Vasquez sugerează aspectul suprarealist al Fiului stelelor, evidențiat printr-o cromatică expansivă ce amintește pe alocuri de filmul psihedelic Submarinul galben (1968) al lui George Dunning. Folosirea unor „stiluri de animație distinctive” precum tehnica rotoscopiei, în tradiția unor filme ca Rock & Rule (1983) și Starchaser (1985), conferă filmului un farmec deosebit și îl aseamănă cu unele producții științifico-fantastice de prim rang din anii 2020. Concluzia lui Vasquez este că „filmul arată încă fantastic pentru vârsta sa și conține niște momente vizuale de vârf care accentuează suprarealismul inerent al călătoriei intergalactice a lui Dan. Regizorii integrează, de asemenea, elemente de animație desenate manual, permițând filmului să pară un hibrid bizar demn de Ralph Bakshi”. Această comparație cu creațiile lui Bakshi, printre care se numără capodopera Heavy Traffic (1973), reprezintă, în opinia criticului Dana Duma, un „imens compliment” adus filmului.
Recenzia jurnalistei Mercedes Milligan de la revista americană Animation Magazine a fost, de asemenea, elogioasă și a evidențiat astfel aspectul psihedelic al lungmetrajului românesc: „La fel ca minunata Misiune Spațială Delta a lui Cazan și Toia, Fiul stelelor devine mai ciudat pe măsură ce Dan crește la fel ca Luke Skywalker, întâlnind globi oculari gigantici fără trup, o lume cu structuri cubiste masive în descompunere, tentacule violete plutitoare, plante cosmice cu flori extraterestre și chiar un cavaler spațial medieval îmbrăcat în armură și mânuind o sabie. Viziunile sale despre părinții săi pierduți și despre cosmonauta dispărută sunt un amestec fantasmagoric deosebit de psihedelic, în stilul filmelor lui Hanna-Barbera și a Solaris-ului lui Tarkovski.”. Jurnalistul Jeff Spry, un alt specialist de la aceeași revistă, a descris acest film drept „o bijuterie de epocă în arena animației, un proiect uitat de mult timp, turnat acum în strălucirea aurie a gloriei moderne și înzestrat cu o doză generoasă de îngrijire tandră din partea specialiștilor în restaurare” și „o aventură spațială suprarealistă” și a subliniat că „intriga sa este cel mai bine explicată ca o fuziune ambițioasă între Alien, Imperiul contraatacă și Tarzan al lui Edgar Rice Burroughs pentru obținerea unui amestec psihedelic de 80 de minute, care încântă prin farmecul său de școală veche și prin estetica halucinantă a designului”. De asemenea, într-o recenzie publicată pe site-ul The Digital Bits, criticul american Stephen Bjork a susținut că a avut impresia în unele momente că povestea seamănă cu cea a „unor personaje din Fire and Ice care trăiesc în lumea din Submarinul galben”, cu toate că filmul are „scopuri mult mai înalte” deoarece „face un salt metafizic spre final, care nu este prea departe de Sfârșitul copilăriei al lui Arthur C. Clarke, precum și de modul în care Clarke și Stanley Kubrick au dezvoltat povestea pentru 2001”.

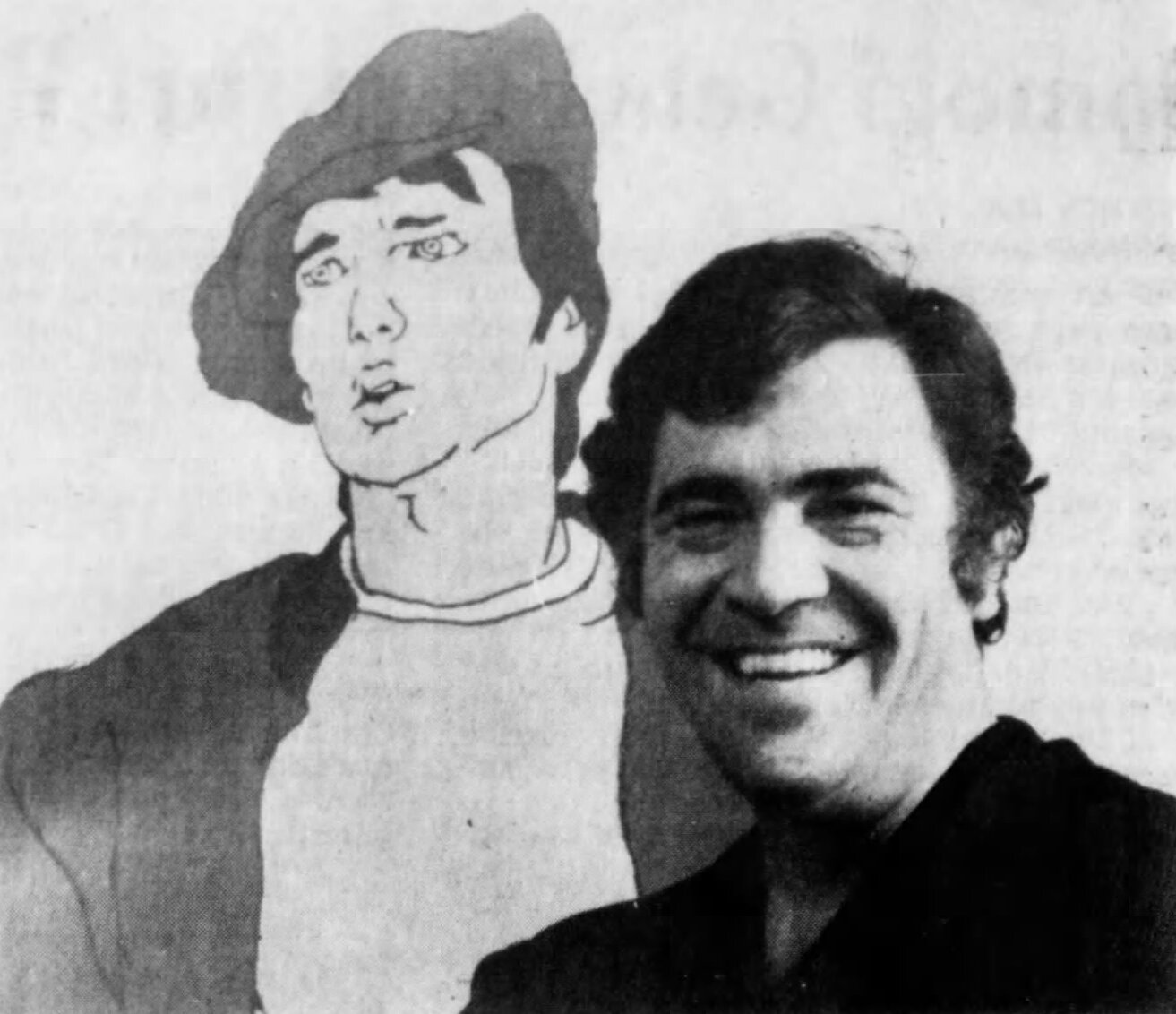
Cineastul american Ralph Bakshi, cu ale cărui creații a fost comparat acest film

Artistul și criticul de film sârb Nikola Gocić, autor de colaje și de scurtmetraje experimentale de animație, a mărturisit într-o cronică scrisă pe blogul său că a fost „complet fermecat” de filmul Fiul stelelor, pe care-l considera „o bijuterie cu buget redus”, și a presupus că echipa de creație ar fi fost influențată de filmul Stăpânii timpului (1982) al lui René Laloux, de unele filme ale lui Ralph Bakshi și de scurtmetrajele lui Vladimir Tarasov de la sfârșitul anilor 1970, ca urmare a prezenței unor elemente vizuale și a unor efecte sonore electronice de natură psihedelică. În opinia artistului: „Un amestec extrem de ciudat de science-fiction și fantezie găsit în multe desene animate difuzate sâmbăta dimineața în acea vreme, în special de la atelierul Filmation (Flash Gordon, He-Man and the Masters of the Universe, Bravestarr), filmul începe ca un «Tarzan» din viitorul foarte îndepărtat (în anul 6470!), doar pentru a se transforma într-o aventură spațială existențială care implică totul, în afară de realismul kitchen sink, de la învățarea comunicării telepatice până la confruntarea cu o entitate misterioasă care controlează timpul și evocă tradiția lovecraftiană într-una dintre manifestările sale.”. Criticul specializat Michelle Kisner a scris pe site-ul The Movie Sleuth că „în timp ce Misiunea spațială Delta era animat și jucăuș, Fiul stelelor pare mai serios, îmbunătățit de utilizarea animației rotoscopice” și de o narațiune cu aspect existențial care-l înscrie mai degrabă în rândul filmelor de artă decât al aventurilor cosmice clasice, ca urmare a prezenței unor nuanțe de ficțiune științifico-fantastică „soft” precum ideea teoretică a unui răufăcător atotputernic. Potrivit aceluiași critic, Fiul stelelor este „un film de animație fascinant și distractiv, care ajunge la stele și atinge măreția”, în ciuda abordării insuficiente a intrigii de bază (dispariția astronautei Andra O’Neil) și a ritmului parțial neuniform. În fine, cronica jurnalistului Dennis Harvey din ziarul 48 Hills din San Francisco descrie Fiul stelelor drept „un film de animație fantezist-futurist bizar” adresat mai degrabă cititorilor ziarului High Times și „un amestec foarte curios de film pentru copii și film psihedelic”, la fel ca Misiunea spațială Delta, și se încheie cu constatarea că „există un aer ciudat de meditativ, de călătorie interioară în mijlocul evenimentelor, ca și cum cineva a decis să adapteze SF-urile tarkovskiene Solaris și Călăuza pentru adolescenții drogați, cititori de benzi desenate”.

## Premii
Regizorul Mircea Toia a obținut Premiul pentru film de animație al Asociației Cineaștilor din România (ACIN) în 1988 pentru filmul Fiul stelelor; cu această ocazie, Premiul pentru plastica de animație a fost acordat Tatianei Apahideanu pentru filmul Nunta Zamfirei și Lianei Petruțiu pentru filmul Plimbare în lună, iar Premiul pentru animație i-a revenit desenatorului Roland Pupăză.

## Benzi desenate
O parte a acțiunii serialului de animație Ultima misiune – inspirată, potrivit unei notițe, dintr-un episod regizat de Călin Cazan și Dan Chisovsky – a fost prezentată sub forma unor benzi desenate intitulate „Kenno – aventurile unui pilot intergalactic” în cuprinsul a șase pagini (89–94) din ediția din iarna anilor 1986–1987 (denumită Scurtă istorie a filmului de animație) a almanahului enciclopedic „Contemporanul” – Realitatea Ilustrată. Ilustrațiile acestor benzi desenate au fost realizate de Călin Cazan și prezintă aventurile pilotului intergalactic Kenno Connors, fiul exploratorilor pământeni Al și Rowena, care ia legătura prin intermediul unui cronomobil obținut de la un cavaler al spațiului cu astronauta dispărută Andra O'Neill.